# Mamadou Sakho (Ringer)
Mamadou Sakho (* 25. Januar 1951) ist ein ehemaliger senegalesischer Ringer.

## Karriere
Mamadou Sakho nahm an den Olympischen Sommerspielen 1976 in Montreal in der Klasse über 100 kg im griechisch-römischen Stil teil. Er schied in der zweiten Runde aus. Sakoho wurde 1981 in selbiger Afrikameister und konnte diesen Titel im Freistilringen 1982 und 1984 erneut gewinnen. Zudem gewann er bei den Afrikaspielen 1987 in beiden Stilen die Goldmedaille. Dazwischen belegte er im Freistilringen in der Klasse über 100 kg bei den Olympischen Sommerspielen 1980 in Moskau den sechsten und bei den Olympischen Sommerspielen 1984 in Los Angeles den fünften Platz.